# عبدالمجید بختیار
عبدالمجید بختیار (زاده ۱۳۰۰ - درگذشته ۱۵ مرداد ۱۳۴۸) سیاست‌مدار و مدیر اجرایی ایرانی بود، که در ادوار بیست و یکم و بیست و دوم مجلس شورای ملی، به‌عنوان نماینده اردل از منطقه بختیاری در مجلس شورای ملی حضور داشت. بختیار در فاصله سال‌های ۱۳۳۴ تا ۱۳۳۸ همچنین ۱۳۴۱ تا ۱۳۴۶ دو دوره ریاست فدراسیون وزنه‌برداری ایران را نیز برعهده داشت.

## زندگی‌نامه
عبدالمجید بختیار در سال ۱۳۰۰ در منطقه بختیاری و در خانواده‌ای با نفوذ در ساختار سیاسی و نظامی، زاده شد. وی فرزند غلامحسین خان سردار محتشم (دو دوره وزیر جنگ ایران در زمان قاجاریه) و برادر عبدالحمید بختیار بود. در دوره پهلوی دوم، دو نفر با نام عبدالمجید بختیار در محیط سیاسی ایران فعالیت می‌کردند، که یکی پسر غلامحسین خان سردار محتشم بود و در خوزستان زندگی می‌کرد. دیگری مجیدخان فرزند سردار معظم بود، که در قلعه دزک، در چهارمحال و بختیاری زندگی می‌کرد و برادر سپهبد تیمور بختیار بود.

## مرگ مشکوک
ارتشبد حسین فردوست؛ رئیس دفتر بازرسی دربار در خاطرات خود می‌گوید:
ماجرای دیگری که در رابطه با اشرف قابل ذکر است جریان قتل فجیع پالانچیان است. من پالانچیان را ندیده‌ام ولی عکس او را مشاهده کرده‌ام. از همه رفیق‌های اشرف، سر بود و راجی در مقابل او صفر بود. قد رشید و صورت زیبایی داشت و بسیار خوش تیپ و خوش هیکل بود. پالانچیان از خانواده‌های بسیار متمول ارامنه ایران بود و نمی‌دانم که اشرف اولین بار او را در کجا دید که به شدت عاشقش شد. زمانی که قائم مقام ساواک بودم، روزی نصیری مرا خواست. نصیری هیچگاه مرا نمی‌خواست و ما در کارمان مستقل بودیم. به هرحال، بر خلاف روال معمول، روزی مرا خواست و گفت: فلانی، گرفتاری عجیبی پیدا کرده‌ام. جریان را پرسیدم. گفت: اشرف تلفن زده و می‌گوید پالانچیان را باید دستگیر کنید؟ آخر چرا؟ البته نصیری از این وحشت داشت که مورد اعتراض محمدرضا شاه واقع شود و لذا به من پناهنده شد. به هر روی اجازه محمدرضا کسب شد و پالانچیان توسط ساواک دستگیر و زندانی شد. علت دستگیری پالانچیان چه بود؟ بررسی کردم و معلوم شد که پالانچیان به عشق اشرف جواب منفی داده و کار به جایی رسیده که اشرف به در خانه‌اش می‌رود و التماس می‌کند که فقط اجازه بده ۱۰ دقیقه وارد شوم و پهلویت بنشینم و پالانچیان با عصبانیت او را رد می‌کند که ولم کن، چه از جانم می‌خواهی؟ چرا اذیتم می‌کنی؟ اشرف که می‌بیند التماس فایده‌ای ندارد به ساواک دستور دستگیری او را می‌دهد که شاید بترسد و رام شود؛ لذا او را گرفتند و پس از یک ماه به دستور اشرف آزادش کردند. لابد تصور کرده بود که تنبیه شده و دیگر دستورش را اطاعت می‌کند. پس از این جریان، اشرف به فردی به نام مجید بختیار، که فامیل ثریا بود و با پالانچیان صمیمیت داشت، دستور می‌دهد که من در نوشهر یک میهمانی می‌دهم و تو پالانچیان را به آن جا بیاور، ولی نگو که من در میهمانی هستم. پالانچیان دارای یک هواپیمای دو موتوره شخصی بود. با این هواپیما به اتفاق مجید بختیار به نوشهر می‌رود. در میهمانی، اشرف خودش را نشان نمی‌دهد و به دستور او، مجید بختیار به اتفاق عده‌ای دختر پالانچیان را مست می‌کنند و سپس او را به اتاق طبقه بالا می‌برد. در اتاق، ناگهان اشرف ظاهر می‌شود. با دیدن او مستی از سر پالانچیان می‌پرد. اشرف به پای پالانچیان می‌افتد و التماس و گریه می‌کند که به من رحم کن، دارم از عشق تو از بین می‌روم؛ ولی پالانچیان او را از خود دور می‌کند و باز جواب رد می‌دهد. اشرف هم عصبانی می‌شود و با حالت خشم از او جدا می‌شود و می‌گوید: بسیار خوب، دیگر با تو کاری ندارم! و از اتاق خارج می‌گردد. او به اتاق دیگری که ۲–۳ نفر از دوستانش بوده‌اند می‌رود و در آن جا به مأمورین ساواک دستور می‌دهد که هواپیمای پالانچیان را دست کاری کنند. یکی دو ساعت بعد، پالانچیان که سر درد داشته مجید بختیار را برمی‌دارد و برای هواخوری به کنار دریا می‌برد و ناگهان هوس می‌کند که سوار هواپیما شود. در این موقع هواپیمای پالانچیان توسط ساواک دست کاری شده بود و مجید بختیار هم اطلاع نداشت، ولی تصور اشرف این بود که پالانچیان فردا صبح به تهران پرواز خواهد کرد و در راه با کوه تصادم خواهد نمود و مرگش طبیعی جلوه خواهد کرد؛ ولی پالانچیان همان شب هوس پرواز روی دریا می‌کند و به اتفاق مجید بختیار سوار می‌شوند. هواپیما پس از چند کیلومتر پرواز ناگهان سقوط می‌کند و هر دو کشته می‌شوند.

## ریاست فدراسیون وزنه‌برداری
مجید بختیار در فاصله سال‌های ۱۳۳۴ تا ۱۳۳۸ همچنین ۱۳۴۱ تا ۱۳۴۶ دو دوره ریاست فدراسیون وزنه‌برداری ایران را نیز برعهده داشت.